# Karel Siegfried van Nassau-Ottweiler
Karel Siegfried van Nassau-Ottweiler (Ottweiler 3 september 1659 - Butzbach 3 februari 1679) was officier in het keizerlijke leger. Hij stamt uit het Huis Nassau-Ottweiler.

## Biografie
Karel Siegfried was de vierde zoon van graaf Johan Lodewijk van Nassau-Ottweiler en Dorothea Catharina van Palts-Birkenfeld-Bischweiler, dochter van paltsgraaf Christiaan I van Palts-Birkenfeld-Bischweiler en Magdalena Catharina van Palts-Zweibrücken.
Karel Siegfried hield in 1671-1675 een cavalierstour, met onder andere een studie in Parijs.
Na de kennisneming van het Mandatum Avocatium (terugroepingsbevel) van keizer Leopold I trad Karel Siegfried toe tot het keizerlijke leger en nam deel aan de Hollandse Oorlog. Later trad hij toe tot het Duitse Infanterie-Regiment Elsass (Legio Alsatica) in dienst van zijn oom Christiaan II van Palts-Birkenfeld-Bischweiler. Tot slot deed hij in dienst onder markies Otto van Grana als præpositus turmæ (eskadronleider). In 1677 nam hij deel aan de Slag bij Kochersberg. Zijn oom Gustaaf Adolf van Nassau-Saarbrücken overleed aan de verwondingen die hij in die slag opliep.
Karel Siegfried leed aan een longziekte. Tijdens een oponthoud in Butzbach, dat mogelijk een herstellingsoord kon zijn, overleed hij. Hij werd op 20 november 1679 begraven in de Marcuskerk te Butzbach.
Karel Siegfried was ongehuwd en had geen kinderen.